# Жижи (фильм, 1958)
«Жижи» (англ. Gigi) — музыкальный фильм режиссёра Винсента Миннелли, премьера которого состоялась 15 мая 1958 года. Фильм снят по одноимённой пьесе Аниты Лус, которая была поставлена по мотивам романа Сидони Колетт «Жижи».
В 1991 году лента была включена в Национальный реестр фильмов Библиотеки Конгресса США как «культурно, исторически или эстетически значимая». Американский институт киноискусства поставил фильм на 35-е место в списке 100 самых страстных американских фильмов за 100 лет, а звучащая в фильме песня Thank Heaven for Little Girls заняла 56-е место в их же списке 100 лучших песен из американских фильмов за 100 лет.

## Сюжет
Действие происходит в Париже в начале XX века. Жижи ещё пока озорной подросток, носящийся по улицам и пренебрегающий правилами этикета. Её бабушка (Мамита) и сестра бабушки (тётушка Алисия) пытаются воспитывать её в лучших традициях, чтобы подобрать для Жижи богатого и пристойного покровителя — семья Жижи бедна и рассчитывать на брак ей не стоит. При этом тётя Алисия, единственная из семьи сумевшая составить себе состояние, благодаря отношениям с богатыми мужчинами, постоянно упрекает свою сестру в том, что Жижи не осознаёт своего предназначения и её голова забита глупостями.
Давний друг семьи — Гастон Лашалль — молодой плейбой и держатель сахарного завода, развлекается в обществе с одной из светских львиц (Лианой д’Эксельманс), однако все это ему наскучило. Впоследствии, Гастон порывает с Лианой, о чём пишут все газеты.
Единственное, что он действительно любит, это бывать у мадам Альварес: он часто навещает в их небогатой квартирке, привозит Жижи карамельки и играет с ней в карты. Однажды Жижи выиграла у Гастона обещание взять их с собой в путешествие к морю. Гастон впервые проводит время весело, так как Жижи в отличие от светских дам спешит жить насыщенной и настоящей жизнью.
Бабушка и тетушка Алисия решают как можно быстрее научить Жижи этикету, чтобы она была готова к приезду Гастона из Монте-Карло в качестве девушки для выхода в свет.
Гастон возвращается и Жижи предстает перед ним как истинная леди, что очень огорчает его. Они ссорятся, после чего Гастон понимает, что Жижи уже не ребёнок и он влюблен в неё. Гастон предлагает бабушке, чтобы Жижи была его любовницей, которую он обеспечит и о чьем будущем, когда ему придет пора вступить в брак, позаботится. Бабушка счастлива, однако Жижи — нет. Но позже Жижи отвечает: «Лучше быть с тобой, чем без тебя» и пара выходит в свет, где девушка показывает всё, чему её научила тетя Алисия. Гастон дарит Жижи браслет из изумрудов, однако, позже понимает, что компрометирует её и уводит из ресторана без слов. Позже он решается сделать Жижи предложение, на что она отвечает согласием.

## В ролях
- Лесли Карон — Жижи
- Морис Шевалье — Оноре Лашалль
- Луи Журдан — Гастон Лашалль
- Гермиона Джинголд — мадам Альварес, Мамита, бабушка Жижи
- Эва Габор — Лиана д’Эксельманс
- Жак Бержерак — Сандомир
- Изабель Джинс — тётушка Алисия, сестра мадам Альварес
- Джон Эбботт — Мануэль
- Чарльз Уолтерс
- Силли Файндт

## Награды
- 1958 — попадание в десятку лучших фильмов года по версии Национального совета кинокритиков США.
- 1959 — девять премий «Оскар»: лучший фильм (Артур Фрид), лучшая режиссура (Винсент Миннелли), лучший адаптированный сценарий (Алан Джей Лернер), лучшая работа художника-постановщика (Престон Эймс, Киф Глисон, Генри Грейс, Уильям А. Хорнинг), лучшая операторская работа (Джозеф Руттенберг), лучший дизайн костюмов (Сесил Битон), лучший монтаж (Эдриен Фазан), Лучшая музыка к фильму (Андре Превен), лучшая песня (слова — Алан Джей Лернер, музыка — Фредерик Лоу, за песню «Жижи»). Кроме того, Морис Шевалье получил почётный «Оскар».
- 1959 — три премии «Золотой глобус»: лучший мюзикл, лучший режиссёр (Винсент Миннелли), лучшая актриса второго плана (Гермиона Джинголд). Кроме того, лента получила ещё три номинации: лучший актёр в комедии или мюзикле (Морис Шевалье и Луи Журдан), лучшая актриса в комедии или мюзикле (Лесли Карон).
- 1959 — премия «Давид ди Донателло» за лучшую зарубежную продукцию.
- 1959 — премия Гильдии режиссёров США за лучшую режиссуру художественного фильма (Винсент Миннелли).
- 1959 — премия Гильдии сценаристов США за лучший американский мюзикл (Алан Джей Лернер).
- 1959 — премия «Грэмми» за лучший альбом-саундтрек (Андре Превен).
- 1959 — «Золотая медаль за фильм года» от журнала Photoplay.
- 1960 — номинация на премию BAFTA за лучший фильм.

## Производство

### Кастинг
Лернер вспоминает о фильме: «Кастинг был настолько бессистемным, что я не знаю, мог ли он когда-нибудь получиться.» Он написал часть роли Оноре Лашалля для Шевалье, но остальная часть ещё не была определена. На роль Жижи предлагалась Одри Хепбёрн, они встречались в Париже, но она отказалась от роли. Продюсер затем попросил его слетать в Лондон, чтобы поговорить с Лесли Карон, которая жила там со своим мужем Питером Холлом. Лернер был удивлен, обнаружив, что у звезды пропал её французский акцент. Она недавно сыграла в неудачной постановке «Жижи», но, когда услышала интерпретацию Лернера, которая сильно отличалась от пьесы, приняла его предложение. В фильме её песни озвучивает Бетти Уонд.

### Музыкальные номера
1. Overture — Played by MGM Studio Orchestra
2. «Honoré's Soliloquy» — Sung by Maurice Chevalier
3. «Thank Heaven for Little Girls» — Sung by Maurice Chevalier
4. «It’s a Bore» — Sung by Maurice Chevalier, Louis Jourdan and John Abbott
5. «The Parisians» — Sung by Leslie Caron (dubbed by Betty Wand)
6. «The Gossips» — Sung by Maurice Chevalier and MGM Studio Chorus
7. «She is Not Thinking of Me» — Sung by Louis Jourdan
8. «The Night They Invented Champagne» — Sung and Danced by Leslie Caron (dubbed by Betty Wand), Hermione Gingold and Louis Jourdan
9. «I Remember It Well» — Sung by Maurice Chevalier and Hermione Gingold
10. «Gaston’s Soliloquy» — Sung by Louis Jourdan
11. «Gigi» — Sung by Louis Jourdan
12. «I’m Glad I’m Not Young Anymore» — Sung by Maurice Chevalier
13. «Say a Prayer for Me Tonight» — Sung by Leslie Caron (dubbed by Betty Wand)
14. «Thank Heaven for Little Girls (Reprise)» — Sung by Maurice Chevalier and MGM Studio Chorus Хор